# Казнь (роман)
«Казнь» (1999) — фантастический роман Марины и Сергея Дяченко. Удостоен премий «Странник» (Странник, 2000 // крупная форма) и «Сигма-Ф» (Сигма-Ф, 2000 // крупная форма, романы).
По мнению литературоведов и критиков, «Казнь» содержит элементы фэнтези, научной фантастики о виртуальной реальности, вампирского хоррора, готического романа, триллера, притчи и женского романа.

## Сюжет
Писательница Ирена Хмель несколько лет была замужем за учёным Анджеем Кромаром. Спустя некоторое время после развода она узнаёт, что её бывший муж создал альтернативную реальность, которая практически так же реальна, как и мир, в котором начинаются события. Параллельный мир, он же Модель, необходимо «свернуть», то есть уничтожить, но для этого нужно вытащить оттуда самого Создателя (Анджея). Ирена — единственный человек, который может проникнуть в модель из обычного мира.
Героиня последовательно посещает несколько виртуальных реальностей, созданных Анджеем. Первая из них — модель, «поведенная на законности»: «гипертрофированная судебно-следственная машина. Сверхжестокие приговоры… И вместе с тем — дикая преступность». Вторая модель — условно-средневековый мир, управляемый безличным Провидением, которое карает злые поступки и награждает добрые. Третья модель — безлюдный холодный мир. В четвёртой модели Ирена у замёрзшего озера встречает Анджея. Каждый из миров меньше предыдущего и сделан грубее — сужение пространства, похожее на круги Дантова ада. Последний мир ограничивается в основном командой тренирующихся подростков, а сам создатель сидит усталым тренером на скамейке запасных игроков.

## Жанровые особенности
По словам литературоведа и критика Михаила Назаренко, «Казнь» представляет собой любопытный жанровый эксперимент: соединение «фэнтезийной» и «урбанистической» линий творчества Дяченко в рамках научной фантастики. В «Казни» сочетаются НФ о виртуальной реальности, смещённые реальности Филипа Дика, признаки вампирского ужастика (впрочем, не столько thriller, сколько suspense), не вполне классическая фэнтези и притча.
Согласно мнению литературоведа и критика Игоря Чёрного, «Казнь» содержит элементы женского романа, готического романа или романа ужасов, фэнтези, триллера.

## Проблематика и образы персонажей

### Интерпретация Михаила Назаренко
Как утверждает Михаил Назаренко, благодаря финалу романа становится ясно, что «Казнь» — роман о творчестве, о двух различных его видах, которые воплощают в себе образы Ирены и Анджея: с одной стороны, созидание живое и человечное, но несовершенное (Ирена), с другой — холодное и равнодушное мастерство-моделяторство (Анджей). Важную роль в романе играет исследование судьбы и души человека, отодвигающее на второй план и сюжет, и ситуацию выбора: финал романа — открытый, даже оборванный, и читатели не узна́ют, как Ирена вырвалась из виртуальной реальности; текст романа переходит в символическую плоскость.
Назаренко ссылается на утверждение самих Дяченко:
Нас не столько смертная казнь интересовала, сколько взаимоотношения создателя и созданного, творца — и продукта творчества… Ирена в своем мире — посредственная литераторша, в мире Семироля — уже талантливая, в мире Река — вообще властительница дум…
Ирена и Анджей — два противоположных характера. Молодая сочинительница (ей нет и тридцати) Ирена Хмель — замкнутый, отгороженный от мира человек, мечтающий об оставшемся дома одеяле. Ирена не вписывается в окружающий её мир; её, кажется, выталкивает само мироздание.
Каждая последующая модель, как отмечает Назаренко, «выталкивает» Ирену всё сильнее: символически обозначенное противостояние писателя и мира; в то же время в каждой модели Ирена как писатель становится всё более значимой. Так, в первой из моделей Ирена, прочитав местный аналог своей дебютной книги, обнаруживает, что «ее РЕАЛЬНЫЕ первые рассказы и рядом не лежали с этим текстом — живым, упругим, многослойным, куда более НАСТОЯЩИМ, чем все ее попытки, и ученические, и более поздние».
Анджей обрисован резкими штрихами, основные из его черт характера — стремление к абсолютному контролю и сверхценная фиксация на чём-то одном в каждый конкретный момент. Он решителен, предприимчив; Ирена пассивна. Он гениален, Ирена в изначальном мире максимум небездарна. Он создаёт судьбу, как свою, так и чужую, а Ирена плывёт по течению.
Однако сотворённые Анджеем личности оказались, по мнению Назаренко, куда более интересными и значительными, чем он сам. Творение оказывается бо́льшим, чем творец; причём Анджей не может смириться с этим, даже заметить это. Доктор Ник, приговорённый к смерти за нелегальные аборты и практику эвтаназии, религиозный безумец Трош, адвокат-вампир Ян Семироль, рыцарь Рек, совершающий зло, чтобы быть бескорыстным, — все они глубже и сильнее собственного творца. До подлинного Создателя Анджею Кромару очень далеко.
По утверждению Назаренко, в романе содержится вполне традиционная для научной фантастики профанированная форма деизма (с очевидными гностическими нотками): несовершенный творец не властен над своим миром или, по крайней мере, не может изменить его констант, но — что характерно именно для «Казни» — мир меняет литература, то есть слово.
Сила созданий Анджея, по словам Назаренко, — в их слабости и смертности. По словам Ирены, «Любой человек… следящий за птицей в небе… или стоящий на кладбище в толпе прочих и слышащий, как осыпается свежая земля… знает цену НАСТОЯЩЕМУ». Только тот, кто ничего не умеет, не может ничего потерять. Идея самоценного и самодостаточного творчества, к которому стремится Анджей, аморальна и вдобавок лицемерна: моделятор отлично знает, что нуждается в Ирене, хоть и, похоже, забыл, почему.
Назаренко делает вывод, что центральный мужской персонаж романа — не Кромар, а вампир Ян Семироль, созданный Кромаром и превзошедший своего Творца. Для него характерны вальяжность, непоказная смелость, жёсткость и скрытая доброта, умение предугадывать поведение партнёрши на три хода вперёд.

### Интерпретация Дмитрия Володихина
Под иным углом рассматривает проблематику романа «Казнь» писатель, историк и критик Дмитрий Володихин. С точки зрения Володихина, сквозь фантастический антураж «просвечивает философский диалог между человеком и творцом мира»: человек спрашивает, отчего так несовершенно устроен мир, творец же молчит «или изредка посылает странные подсказки-ребусы». Этот диалог неявно повторяется в различных виртуальных реальностях, созданных Анджеем, несмотря на внешнее многообразие реквизита, и представляет собой «вечную проблему» всех времён и цивилизаций. В любой реальности «героиню окружает море боли», а в качестве компенсации она получает совсем немного любви, а в ответ на прямые вопросы — уклончивые полунамёки.
Ирена представляет собой весь мир, всех страдающих и любящих людей. «Страницы книги пылают столь яростным желанием заставить того, кто поместил в мир-лабораторию всех нас, спуститься с небес, мучиться и любить простым, понятным способом, не быть выше людей, что верующий человек, надо полагать, нашёл бы в этом соблазн гордыни. Интеллектуал же отыщет своего рода философскиий крик».

## Значение «Казни» для творчества Дяченко
В романе «Казнь» тема конфликта личности и общества, вчерне появляющаяся уже в романе «Ведьмин век», постепенно начала превращаться в неизменный атрибут творчества Дяченко, а былая привязанность к исследованию человеческих отношений сменяется неподдельным интересом авторов к сконструированным виртуальным мирам — точнее, эти отношения становятся всё более и более приземлёнными. Характерный в прошлом для творчества Дяченко романтизм сменяется будничным реализмом. Новым героям всё труднее сочувствовать, притом с каждой новой книгой их характеры обретают всё большее правдоподобие.

## Издания
- М.: АСТ, СПб.: Terra Fantastica, 1999 (сер. «Звёздный лабиринт»).
- М.: Олма-пресс, 2001 (сер. «Иные миры»).
- М.: Эксмо, 2004 (сер. «Триумвират»).
- М.: Эксмо, 2006 (сер. «Шедевры отечественной фантастики»), в сборнике «Петля дорог».
- М.: Эксмо, 2007 (сер. «Стрела Времени. Миры М. и С. Дяченко», «Стрела Времени»).
- М.: Э, 2017 (сер. «Лучшая фантастика Марины и Сергея Дяченко»).

Роман также печатался на польском (2006), украинском (2017) языках.